# Bedfordia salicina
Bedfordia salicina là một loài thực vật có hoa trong họ Cúc. Loài này được (Labill.) DC. mô tả khoa học đầu tiên năm 1838.